# Шлоссбергбан (Фрайбург)
47°59′50″ пн. ш. 7°51′26″ сх. д. / 47.99722222° пн. ш. 7.85722222° сх. д.
Шлоссбергбан (нім. Schlossbergbahn) — фунікулер у місті Фрайбург-ім-Брайсгау, Баден-Вюртемберг, Німеччина. Сполучає центр міста з пагорбом Шлоссберг.
Фунікулер побудовано у 2008 році, він замінив попередню канатну дорогу, яка використовувалася в 1968 — 2006 рр. 
Є під орудою «Schlossbergbahn GmbH & Co. KG». 
Лінія працює щодня з 09:00 до 22:00 (18:00 у вівторок) і доступна для людей на інвалідних візках. 

Фунікулер має технічні параметри:
| Кількість зупинок  | 2                     |
| Конфігурація       | Одноколійна           |
| Довжина            | 262 м                 |
| Висота             | 73.30 м               |
| Максимальний похил | 22%                   |
| Вагонів            | 1                     |
| Місткість          | 25 пасажирів на вагон |
| Швидкість          | 1,5 м/сек             |
| Час у дорозі       | 3 хв                  |
| Ширина колії       | 1200 мм               |
| Привід             | Електрика             |

## Канатна дорога Шлоссберг
Канатна дорога Шлоссберг — 259-метрова канатна дорога від міського парку Фрайбурга до ресторану Даттлер на Шлоссбергу, який демонтовано в грудні 2007 року. Побудовано в 1968 році з трьома проміжними опорами у сталевій решітчастій конструкції. 
Долинна станція канатної дороги, виконана у вигляді гондоли з вісьмома двомісними кабінами, знаходилася на висоті 276 метрів над рівнем моря, а горішня станція – на висоті 348 м над рівнем моря. 
Канатна дорога Шлоссберг була єдиною внутрішньоміською канатною дорогою в Німеччині. 
У 2001 році встановлено новий привід і систему управління. 

Швидкість руху була 2,5 м/с, а час у дорозі становив приблизно 1,5 хвилини.
У грудні 2006 року операції припинені після того, як операційний менеджер пішов у відставку. 
Оскільки загальна реконструкція була б необхідною після закінчення терміну дії ліцензії на експлуатацію 31 грудня 2008 року, власник вважав, що продовження експлуатації більше не є економічно доцільним.